# Arani
Arani – miasto w Boliwii, w departamencie Cochabamba, w prowincji Arani.